# 馬其頓乙組足球聯賽
馬其頓乙組足球聯賽是由北馬其頓足球協會舉辦的職業足球聯賽，是北馬其頓聯賽系統中第二等級的聯賽，於1992年舉辦首屆賽事。
10支參賽球隊進行三循環聯賽比賽，共27場聯賽，首、次名直接升級至北馬其頓甲組足球聯賽，第三名與北馬其頓甲組足球聯賽第8名進行附加賽，獲勝球隊下季可在北馬其頓甲組足球聯賽作賽，敗者則在北馬其頓乙組足球聯賽作賽。

## 外部連結
- ffm.com.mk （页面存档备份，存于）
- UEFA （页面存档备份，存于）